# 新しい古典派
新しい古典派（あたらしいこてんは、英語: New classical economics）とは、1970年代に生まれたマクロ経済学の学派である。広い意味で新古典派経済学に分類される。
ケインジアンのマクロ経済学に対抗して、新しい古典派は完全に新古典派の枠組みの上に構築されている。特に、新しい古典派は精緻なミクロ的基礎づけ (microfoundation) の重要性を強調している。なお、ミクロ的基礎とは、ミクロ経済学でモデル化された個別の経済主体の行動を基礎にして、マクロ経済学のモデルを構築することである。その意味では、ケインジアンの経済分析にミクロ的基礎を与えることに努力してきたニュー・ケインジアンは、部分的にはこの新しい古典派に対応して発展してきたとも言える。
一部の仮定が、多くの新しい古典派のモデルでは共通のものになっている。まず、すべての個人（経済主体）が合理的（効用最大化行動を取る）で合理的期待（当該モデルと整合的な期待）を形成する。また、一度マクロ経済が完全雇用あるいは潜在的産出量で唯一の均衡を持つと仮定された場合には、この均衡は価格および賃金の調整（市場清算）を通じて常に達成可能であると仮定する。
新しい古典派は、代表的個人 (representative agent) モデルを先駆的に採用している。しかしながら、新しい古典派（および後発のニュー・ケインジアン）はこのモデルを使用することによって痛烈な批判も浴びている。この批判は、Sonnenschein-Mantel-Debreu定理（Kirman, 1992年）や合成の誤謬（ごびゅう）(fallacy of composition) で示されているように、ミクロ経済学的行動とマクロ経済的結果の間には明確な分裂があることに由来している。（代表的個人モデルを用いると、合成の誤謬は起こらない。）このような批判は、新古典派的な総生産 (aggregate production) 関数の存在を疑うケンブリッジ資本論争に似ている。
最も有名な新しい古典派の経済モデルは、リアルビジネスサイクル理論モデルである。ロバート・ルーカス (Robert Lucas Jr.) はこのモデルに先立つアイデアを提案していたが、フィン・キドランドとエドワード・プレスコットがリアルビジネスサイクル理論を提唱した。彼らはこの功績によりノーベル経済学賞も受賞している。